# Vari kultura
Vari kultura (engl. Wari, šp. Huari) je praistorijska civilizacija koja je postojala u Andima, na jugu modernog Perua, od 500. do 1200. godine n.e. Istoimeni glavni grad te civilizacije se nalazi u blizini savremenog grada Ajakučo (Ayacucho) u Peruu. Ovaj grad je bio centar civilizacije koja je zahvatala veći deo visoravni kao i obale savremene države Peru. U ranoj fazi razvoja njena teritorija je proširena i uključivala je staro proročište Pačakamak (Pachacamac), koje je, kako se čini, uglavom zadržalo svoju autonomiju. U svom kasnijem razvoju ova se praistorijska kultura proširila na terituriju ranije Moče (Moche) i kasnije Čimu (Chimu) kulture. Najočuvaniji ostaci Vari kulture se nalaze u blizini grada Kinua (Quinua) u Vari Rinusu. Takođe su poznate Vari ruševine zvane Pikiljakta (šp. Pikillaqta, u prevodu Grad Buva), koje se nalaze jugoistočno od Kuska (Cuzco) na putu ka jezeru Titikaka (Titicaca).
Vari kultura je bila savremena sa Tivanaku (Tiwanaku) kulturom sa kojom je delila mnoge umetničke atribute i konvencije. Vari civilizacija je izgradila mnoge administrativne centre po svojim provincijama. Nekih 300 godine posle kolapsa Vari kulture Inke su pistale dominantna sila u regionu Anda. Inke su prihvatile originalno Vari tehnologiju izgradnje poljoprivrednih terasa kad su odlučili da probaju da poboljšaju produktivnost svoje zemlje. Vari kultura je takođe imala razgranatu putnu mrežu u zoni svog uticaja, deo koje je najverovatnije uklopljen u putnu mrežu Inka. Jezik kojim se danas govori u regionu koji je nastanjivala Vari kultura je Kečua (Quechua), iako komparativna i istorijska proučavanja jezika u Andima upućuju na to da je jezik same Vari kulture bio jedan oblik Ajmara (Aymara) jezika.
Ne postoje nikakve veze između praistorijske Vari kulture i savremenen etničke grupe i jezika Vari (engl. Wari’) koji se nalaze u Amazoniji.

## Istorija
Arheološki dokazi ukazuju na to da je carstvo Vari preuzelo kontrolu nad nizom malih sela u dolini Karahuarazo u Peruu otprilike 600. godine naše ere, tokom inicijalne ekspanzije carstva. Upad je doveo do toga da su brojna postojeća sela u dolini napuštena, a jedno je delimično uništeno da bi se napravio prostor za administrativni centar Varija poznat kao Džinkamoko. Vari su u ovu oblast uveli terasastu poljoprivredu, prebacujući osnovne useve u dolini sa krtola na gomolje i kukuruz. Varijske skladišne strukture su pronađene u ovoj oblasti, naizgled „uparene” sa nekim poljoprivrednim lokalitetima preostalih sela; one su verovatno korišćeni za skladištenje oba osnovna useva. Varijska okupacija u dolini Karahuarazo trajala je otprilike do 800. godine, što je dovelo do napuštanja većine mesta u dolini nakon tog vremena.
U početku su Vari proširili svoju teritoriju kako bi uključili drevni centar proročišta Pačakamak, iako se čini da je ono ostalo uglavnom autonomno. Kasnije su Vari postali dominantni na većem delu teritorije ranijih kultura Moče i kasnije Čimu. O razlozima za ovo proširenje se raspravljalo; veruje se da je bilo motivisano verskim preobraćenjem, širenjem poljoprivrednog znanja (posebno poljoprivredom na terasama) ili vojnim osvajanjem. Militarizam i povezana pretnja/nasilje koje dolazi sa njim dosledno su igrali ulogu u širenju i održavanju drevnih imperija, i Vari kultura nije bila izuzetak. Dokazi o nasilju prisutnom u kulturi Vari najvidljiviji su u gradu Končopata.
Kao rezultat vekova suše, Vari kultura je počela da propada oko 800. godine nove ere. Arheolozi su utvrdili da je došlo do dramatične depopulacije grada Vari do 1000. godine nove ere, iako je i dalje bio nastanjen malim brojem grupa potomaka. Zgrade u Variju i drugim vladinim centrima imale su vrata koja su namerno blokirana, kao da su Vari nameravali da se vrate, jednog dana kada se kiše vrate. Međutim, u vreme kada se ovo dogodilo, Vari su izbledeli iz toka istorije. U međuvremenu, sve malobrojniji stanovnici varijskih gradova prekinuli su sve veće gradnje. Arheološki dokazi pokazuju značajne nivoe međuljudskog nasilja, sugerišući da su se ratovi i racije postali učestali među rivalskim grupama nakon kolapsa državne strukture Varija. Sa kolapsom Varija, kaže se da počinje kasni srednji period.

## Vlada
Malo se zna o detaljima administrativne strukture Varija, jer izgleda da nisu koristili oblik pisanog zapisa. Umesto toga, koristili su alat pod nazivom kipu, ili „zapis čvorova“. Uprkos tome što je najpoznatija po upotrebi u računovodstvu Inka, mnogi naučnici veruju da se najranija upotreba tog alata za zapisivanje dogodila u Variju. Arheolozi se, međutim, i dalje oslanjaju na homogenu administrativnu arhitekturu i dokaze o značajnoj društvenoj stratifikaciji kako bi pomogli da se bolje razume složena društveno-politička hijerarhija Varija.
Otkriće početkom 2013. godine neuznemirene kraljevske grobnice, El Kastiljo de Huarmej, nudi novi uvid u društveni i politički uticaj Varija tokom ovog perioda. Raznovrsnost i obim pogrebnih predmeta koji prate tri kraljevske žene ukazuju na kulturu sa značajnim materijalnim bogatstvom i moći da dominira značajnim delom severnog priobalnog Perua tokom mnogih decenija.
Još jedan primer sahranjivanja koji pomaže u uspostavljanju društvene stratifikacije je u gradu Končopata, gde su pronađeni ostaci više od 200 osoba. Ovaj grad se nalazi na oko 10 km od glavnog grada. Pre njegovog iskopavanja, verovalo se da je grad bio grnčarski, ali su proučavane sahrane umesto toga pokazale da su u gradu bile sluge, srednja klasa, elita, te čak i možda niski kraljevi ili guverneri. Dalja istraživanja nasumičnog odabira sahranjivanja sa lokaliteta su pokazala da je 26 procenata ispitanih muških i ženskih odraslih lobanja imalo najmanje jednu zadnju ranu, dok su samo žene bile izložene ranama na prednjoj strani. Različiti nivoi nasilja zasnovanog na rodnoj pripadnosti dokaz su neke vrste sistematske hijerarhije.

## Arhitektura
Tokom svog perioda ekspanzije, država Vari je uspostavila arhitektonski prepoznatljive administrativne centre u mnogim svojim provincijama, ali oni često nisu imali formalno planiranje kao što je to bio slučaj sa mnogim drugim andskim gradovima. Ovi centri se jasno razlikuju od arhitekture Tivanakua, za koje neki naučnici (kao što je Džon V. Janusek) veruju da je bila u vićoj meri federalizovana država. Vari arhitektura je najčešće bila realizovana od grubog terenskog kamena koji je bio premazan belim malterom. Objekti su obično bili veliki, pravougaoni ograđeni prostori bez prozora, sa samo nekoliko ulaza, i lokacije nisu imale centralno mesto za okupljanje ljudi za rituale ili ceremonije. Ovo je u skoro direktnoj suprotnosti sa Tivanakuom gde je postojao otvoreniji arhitektonski plan koji je lako mogao da primi više ljudi odjednom. Oblik arhitekture karakterističan za Vari bila je upotreba struktura u obliku slova D. Ove strukture su se obično koristile za hramove i bile su relativno male sa samo 10 metara. Koristeći administrativne centre poput svojih hramova, Vari su u velikoj meri uticali na okolne seoske oblasti. Naučnici su mogli da pogledaju Inke kako bi rekonstruisali deo arhitekture Varija. Duž sistema puteva Inka, pronađeno je nekoliko provincijskih lokacija Vari kulture, što sugeriše da su Vari koristili sličnu putnu mrežu. Takođe su kreirali nova polja sa tehnologijom terasastih polja, iz kojih su Inke takođe crpele inspiraciju.

## Društveni život
Na osnovu ostataka sa više lokacija kulture Vari, arheolozi su utvrdili da su gozbe i ponude hrane bile moćna pokretačka snaga u društvenom životu Varija. Višestruki primeri ostataka kamelida pronađenih u provinciji Kotokotujok ukazuju na upotrebu takvih životinja kao simbola društvenog kapitala, posebno zato što su bile neuobičajene u toj oblasti. Neki ostaci kamelidai pronađeni su bez tragova posekotina i naslagani na vrhove ljudskih kostiju, što je navelo istraživače da pomisle da namerno nisu u potpunosti pojedeni da bi se prikazalo bogatstvo domaćina gozbe, u procesu poznatom kao ritualna rasipna potrošnja.

## Religija
Vari su bogopoštovali boga Stafa, glavno božanstvo u mnogim andskim kulturama. Neki od najstarijih prikaza boga Stafa pojavljuju se na Vari tekstilu i grnčarskim urnama, za koje se procenjuje da su stari preko 3.000 godina. Neki naučnici veruju da je varski bog Staf bio prethodnik tri osnovna boga Inka: Sunca, Meseca i Groma.
Vari su praktikovali žrtvovanje životinja. Kompletni skeletni ostaci mlade kamile i trideset dva zamorca pronađeni su zakopani u „rodoslovnoj kući” u gradu Končopata, deset kilometara od glavnog grada Varija. Kompletna priroda ostataka, kao i starost kamile, ukazuju na to da su životinje žrtvovane na kraju kišne sezone u dolini Ajačuko.

## Umetnost
Vari su posebno poznati po svom tekstilu, koji je bio dobro očuvan u pustinjskim sahranama. Standardizacija tekstilnih motiva služi kao umetnički dokaz državne kontrole nad elitnom umetničkom produkcijom u Vari državi. Preživeli tekstil obuhvata tapiserije, šešire i tunike za visoke zvaničnike. U svakoj tunici ima između šest i devet milja konca, a često sadrže visoko apstraktne verzije tipičnih andskih umetničkih motiva, kao što je Bog Staf. Moguće je da su ovi apstraktni dizajni služili „misterioznom ili ezoteričnom kodu za sprečavanje neiniciranih stranih subjekata“ i da su geometrijska izobličenja učinila da grudi korisnika izgledaju veće kako bi odražavale njihov visoki rang.
Vari su takođe proizvodili veoma sofisticirane metalne konstrukcije i keramiku, sa sličnim dizajnom kao i tekstil. Najčešći metali koji su korišćeni bili su srebro i bakar, iako su zlatni Vari artefakti takođe preživeli. Najčešći metalni predmeti bili su kiru, zdele, nakit, maske snopova mumija, igle za ogrtač i figure od čaršava koje pokazuju kako su se tunike nosile. Keramika je obično bila polihromna i često je prikazivala hranu i životinje. Smatra se da je Končopata bila keramički centar Vari kulture s obzirom na velike količine grnčarskog alata, prostorija za pečenje, jamskih peći, ulomaka i keramičkih kalupa. U jednom od hramova u obliku slova D u Končopati, na podu su bile velike razbijene posude za čiču i ljudske glave stavljene kao ponude kao oblik ljudske žrtve.

## Galerija
- Šešir sa četiri ugla, 650–1000 nove ere, Bruklinski muzej
- Huari zemljani lonac sa slikanim dizajnom, 650–800 nove ere (Srednji horizont)
- Vari tunika, Peru, 750–950 AD: Ova tunika je napravljena od 120 odvojenih malih komada tkanine, svaki pojedinačno obojen. Keramika tog perioda prikazuje muškarce visokog statusa koji nose ovaj stil tunike.
- Monoliti Vara
- Vari pogrebni paket
- Administrativni centar Pikilakta, izgrađen od strane civilizacije Vari u Kusku

## Literatura
- Collier, Simon;  . (1992). The Cambridge Encyclopedia of Latin America and the Caribbean (Second изд.). Cambridge University Press. ISBN 978-0-521-41322-0.
- Wendell C. Bennett, (1953). Excavations at Wari, Ayacucho, Peru..
- Gordon F. McEwan, (1987). The Middle Horizon in the Valley of Cuzco, Peru: The Impact of the Wari Occupation of the Lucre Basin..
- William H. Isbell and Gordon F. McEwan, eds., Huari Administrative Structure: Prehistoric Monumental Architecture and State Government (1991).
- Katharina J. Schreiber, (1992). Wari Imperialism in Middle Horizon Peru..
- Tung, Tiffiny (2012). Violence, Ritual, and the Wari Empire: A Social Bioarchaeology of Imperialism in the Ancient Andes. University Press of Florida.
- Justin Jennings and Nathan Craig (2001). Politywide Analysis and Imperial Political Economy: The Relationship between Valley Political Complexity and Administrative Centers in the Wari Empire of the Central Andes. Journal of Anthropological Archaeology.

## Spoljašnje veze
- Brian Finucane, "Ayacucho Archaeo-Isotope Project" Архивирано на веб-сајту  (5. фебруар 2009)
- "Archaeological chemists settle trophy-head debate
- "Pre-Incan female Wari mummy unearthed in Peru", Reuters
- "A Champion of the Wari," about curator Susan E. Bergh, by Judith H. Dobrzynski, The Wall Street Journal, October 24, 2012
- "Who Was Who in the Middle Horizon Andean Prehistory" by Patricia J. Knobloch